# Trafalgar (Dominika)
Trafalgar – wieś w południowo-zachodniej Dominice, w parafii św. Jerzego.